# Primera misa en Perú
La primera misa en Perú se refiere a la primera celebración de una Santa Misa, rito de la Iglesia católica donde se consagra el sacramento de la eucaristía, en el actual territorio de la República del Perú. Fue oficiada por el fray Vicente de Valverde el 16 de enero de 1533 en la localidad de San Miguel de Tangarará, en la provincia de Sullana, departamento de Piura. Situado dentro del marco de la historiografía peruana y en el contexto de la Conquista del Perú, este evento se reconoce como el comienzo del proceso de evangelización en el territorio nacional, promovido por los reyes de España en todos los territorios que fueron anexionados al Imperio español.

## Historia
Tangarará fue la primera localidad fundada por los españoles en el actual territorio peruano, quienes también llevaron el cristianismo a América. Históricamente, fue un territorio habitado por los tallanes, gobernados por el reino Chimú, quienes fueron conquistados en guerra por los incas en la década de 1470. Tras la fundación de la localidad por Francisco Pizarro y sus huestes en agosto de 1532, se hacía imperiosa la necesidad de construir una iglesia como parte de sus instituciones centrales. El 24 de septiembre de ese mismo año, Pizarro partió hacia Cajamarca, al encuentro con Atahualpa, dejando en la aldea recién fundada a 16 autoridades civiles y religiosas, así como a 45 vecinos, entre ellos su cuñado, el fraile dominico Vicente de Valverde. Fray Valverde, quien acompañó a Pizarro durante la expedición y desempeñó el rol de capellán, fue el primer sacerdote en ejercer en la Iglesia de San Miguel de Tangarará, considerada como el primer templo cristiano en Perú.
La misa fue celebrada meses antes de la toma de Cusco por parte de los conquistadores españoles en noviembre de 1533, evento que marcó el fin del Imperio incaico y puso fin a seis décadas de dominio inca en el territorio tallán.
Em Tangarará fue edificada una cruz monumental que rememora este primer rito, el cual significa un hito para la Iglesia católica en el Perú.